# Numéro aérien

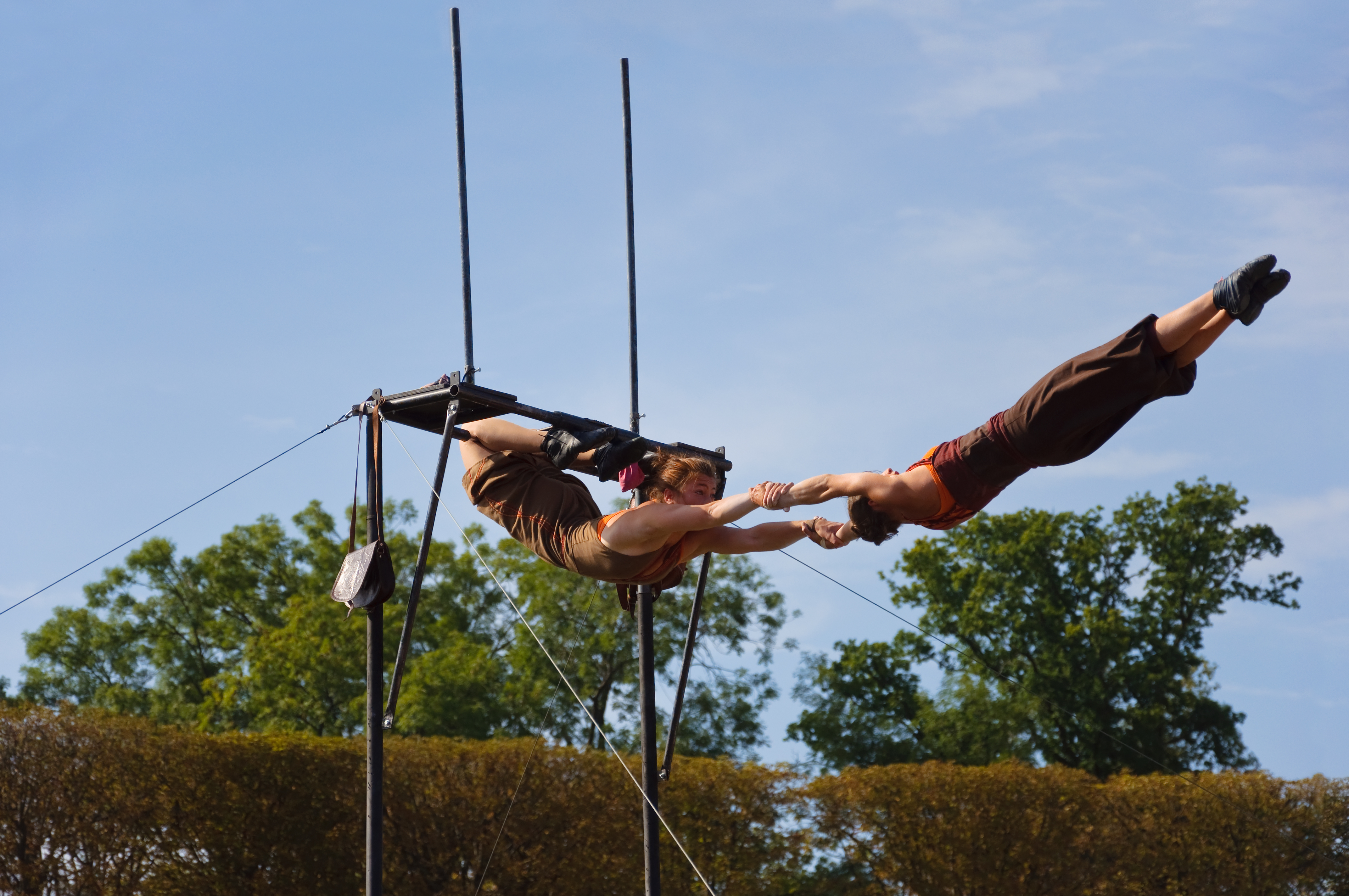
Numéro de cadre aérien durant un festival en plein air

Le numéro aérien regroupe dans les arts du cirque toutes les disciplines aériennes : le trapèze volant, ballant et fixe, le cadre (aérien, coréen), la corde (lisse simple, double, triple et volante, en V), le tissu, les sangles, le mât chinois, le cerceau, les anneaux, la barre russe, l'échelle américaine. Les numéros aériens peuvent également s'effectuer sur divers objets tel qu'un vélo ou encore une lampe.